# Petrovac na Mlavi (općina)
Općina Petrovac na Mlavi nalazi se na sjeveru Središnje Srbije u Republici Srbiji, a dio je Brančevačkog okruga. Sjedište općine Petrovac na Mlavi je gradić Petrovac na Mlavi s 8.772 stanovnika. 

## Stanovništvo
Općina Petrovac na Mlavi se sastoji od 34 naselja. Po podacima iz 2002. godine u općini je živjelo 34.511 stanovnika.
U općini većinsko stanovništvo su Srbi, a ostale vrlo male manjine su Vlasi, Makedonci, Hrvati, Crnogorci, Romi i ostali.  Po podacima iz 2004. prirodni priraštaj je iznosio -6,7 ‰, a broj zaposlenih u općini je 6.268 ljudi. U općini se nalaze 33 osnovne i 1 srednja škola.

## Zemljopis
Po podacima iz 2004. godine općina Petrovac na Mlavi zauzima površinu 655 km² (od čega je 48374 ha, poljoprivredno zemljište,a 12773 ha, su šume.

## Naselja
| - Petrovac na Mlavi - Rašanac - Starčevo - Manastirica - Ranovac - Orljevo - Dubočka - Trnovče - Veliki Popovac - Kamenovo - Kladurovo - Pankovo | - Zabrđe - Bošnjak - Lopušnik - Knežica - Melnica - Vitovnica - Stamnica - Leskovac - Vošanovac - Dobrnje - Oreškoviću | - Krvije - Veliko Laole - Malo Laole - Bistrica - Ždrelo - Tabanovac - Burovac - Šetonje - Vezičevo - Ćovdin - Busur |

## Vanjske poveznice
- Internet stranica općine Petrovac na Mlavi